# Tärna IK Fjällvinden
Il Tärna IK Fjällvinden è una società sportiva svedese con sede a Tärnaby e specializzata nello sci alpino. Fondata nel 1928, ha annoverato tra i suoi tesserati campioni come Anja Pärson, Ingemar Stenmark, Jens Byggmark e Bengt Fjällberg.